# Varvara Panina
Varvara Vasilyevna Panina (en ruso: Варва′ра Васи′льевна Па′нина; 1872, Moscú, Imperio Ruso, - 28 de mayo de 1911, Moscú, Imperio Ruso), también conocida como Varya Panina, fue una cantante rusa de origen romaní, famosa por su profunda contralto, fue una de las estrellas de la música popular rusa de principios del siglo XX.

## Biografía
Varvara Vasilyeva (su nombre de nacimiento) nació en una familia de comerciantes de caballos gitanos, ubicados en Moscú. Comenzó a cantar a los 14 años, primero en el coro gitano dirigido por Alexandra Panina, en el restaurante Strelna. Habiéndose casado con el sobrino de Panina, Fyodor Artemyevich Panin, se mudó al restaurante Yar de Moscú, famoso por sus conciertos gitanos. 
En 1902, Varya Panina debutó en el escenario del Dvoryanskoye Sobranye (La Asamblea Burguesa) de San Petersburgo y obtuvo su primer éxito. Desde entonces, actuó sola en el escenario, dando conciertos en solitario, interpretando canciones gitanas y romances rusos con una respuesta entusiasta. Entre sus admiradores estaban el poeta Alexandr Blok, los escritores León Tolstoy, Alexandr Kuprin, Anton Chéjov, el pintor Konstantin Korovin y miembros de la familia real rusa. Panina realizó numerosas grabaciones de las cuales quedan más de 50. Murió de un infarto el 28 de mayo de 1911 y fue enterrada en el cementerio de Vagánkovo .